# Финукейн, Брендан
Брендан Имон Фергюс Финукейн (англ. Brendan Éamon Fergus Finucane), также известный как Падди Финукейн (англ. Paddy Finucane); 16 октября 1920 — 15 июля 1942) — британский лётчик-ас ирландского происхождения, уинг-коммандер Королевских ВВС Великобритании, участник Второй мировой войны. Сбил 32 самолёта противника.

## Биография
Родился 16 октября 1920 года в дублинском районе Ратмайнс. Был первым ребёнком в семье Томаса и Флоренс Финукейн, отец — англичанин, мать — ирландка, поженились в 1919 году, приняли католичество. В 1921 году в семье родился сын Реймонд, затем сёстры Клэр и Моника и потом снова сын Кевин.
Брендан учился в школе в Дублине, проявлял интерес к спорту, особенно регби. Летом 1932 года братья Финукейн были на авиашоу в городе Балдоннел, после чего Брендан загорелся авиацией. В августе 1933 года семья переехала в город Кабра, где Брендан посещал католическую школу Christian Brothers O'Connell School. Здесь тоже занимался спортом — регби, греблей и боксом.
Летом 1936 года его отец основал свою компанию и решил создать офис в Лондоне, куда вся семья переехала в ноябре 1936 года, купили собственный дом в пригороде Лондона. Здесь Брендан окончил школу и начал работать в офисе бухгалтером, что его сильно обременяло. Когда в 1937 году ВВС Великобритании начали предлагать краткие курсы лётной подготовки, Финукейн поступил на них, а в ноябре этого же года попросился у родителей на службу в британские Вооруженные силы. В апреле 1938 года Брендан подал заявление в Министерство авиации Британии, в июне был приглашен на собеседование — показал хорошие знания и физическую подготовку и в августе 1938 года был зачислен в 6-ю Elementary and Reserve Flying Training School в городе Sywell графства Нортгемптоншир.
Работая с инструктором, Финукейн достаточно сложно осваивал управление самолётом. Но все же он стал одним из 45 пилотов, которые выполнили 100 часов пилотирования самолётом и вошли в состав RAF. В октябре 1938 года Финукейн был квалифицирован как пилот, став Acting pilot officer, и был отправлен в 8-ю Flying Training School в город Монтроз в Шотландии. Здесь он начал летать на биплане Hawker Hart, снова проявив достаточно скромные достижения. Затем в марте 1939 года пересел на Hawker Fury и 29 августа был квалифицирован как Pilot officer.

### Вторая мировая война

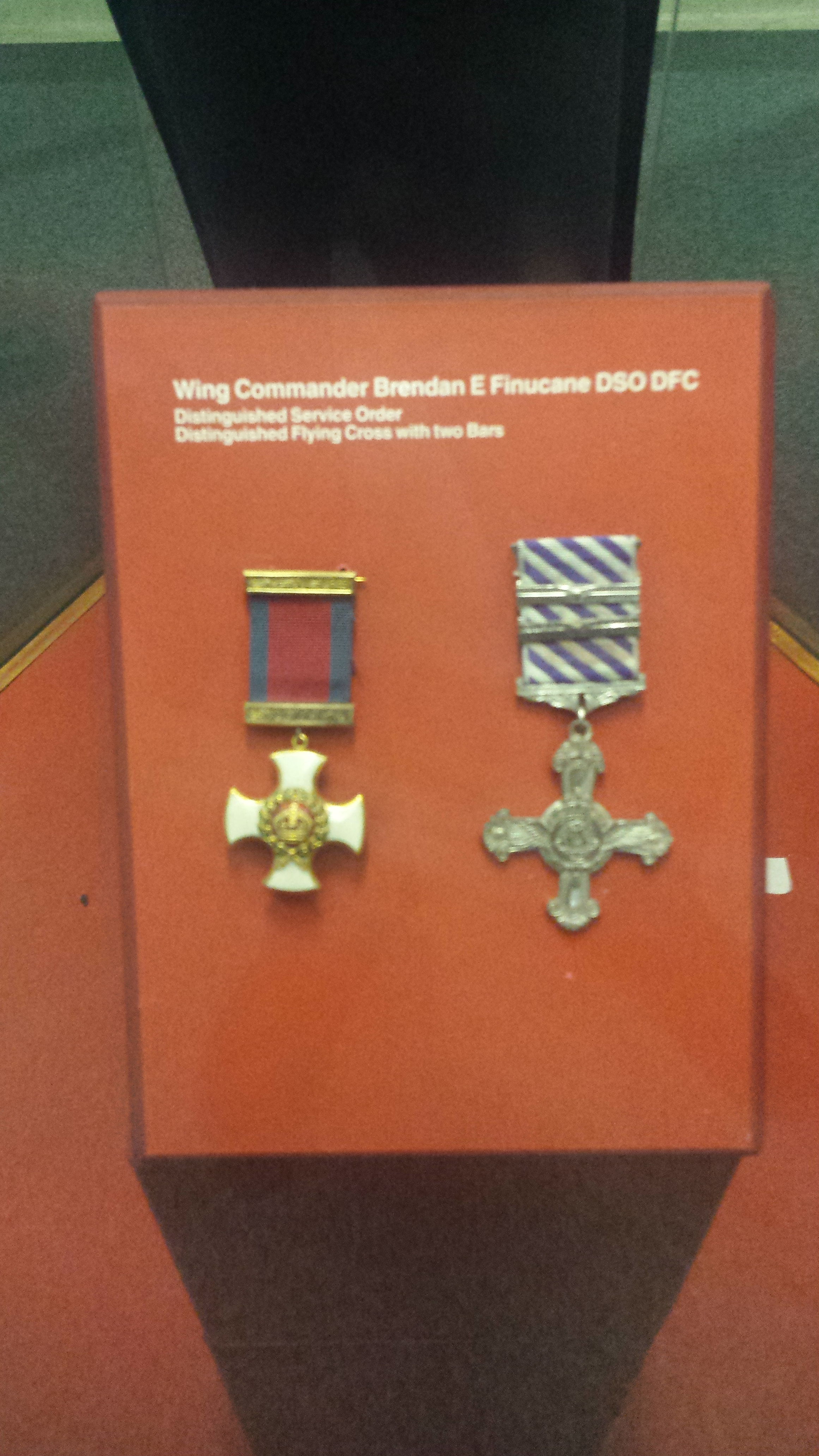
Награды Брендана Финукейна

В зиму 1939—1940 годов Брендан Финукейн провёл в летной практике. С началом Второй мировой войны навыки пилотирования Финукейна были ещё далеки для летчика-истребителя и он продолжал тренироваться на британском учебном самолёте Miles Magister. Когда немцами последовательно были оккупированы Нидерланды, Бельгия и Франция рухнула, остро стала проблема лётчиков-истребителей и 27 июня 1940 года Финукейн был зачислен в 7 Operational Training Unit (7 OTU) в Хаварден возле Честера. Прошёл быстрое обучение на Supermarine Spitfire и свой первый боевой вылет совершил 3 июля 1940 года. В конце своего пребывания в 7 OTU налетал: 2 часа 40 минут — на Miles Magister, 2 часа 25 минут — на Fairey Battle, 15 минут — на Hawker Hurricane и 22 часа 20 минут — на Supermarine Spitfire.
Принимал участие в авиационной Битве за Британию. Был женат.
Погиб 15 июля 1942 года в бою над Ла-Маншем.
Был награждён орденом «За выдающиеся заслуги» и крестом «За выдающиеся лётные заслуги» с двумя планками.

## Образ в культуре
- В 2024 году вышел британский художественный фильм «Шемрок Спитфайр» (англ. The Shamrock Spitfire) о Финукейне. Режиссёрами выступили Доминик и Йен Хиггинс, главную роль исполнил Шейн О'Риган[3].